# Dräxlmaierschlösschen

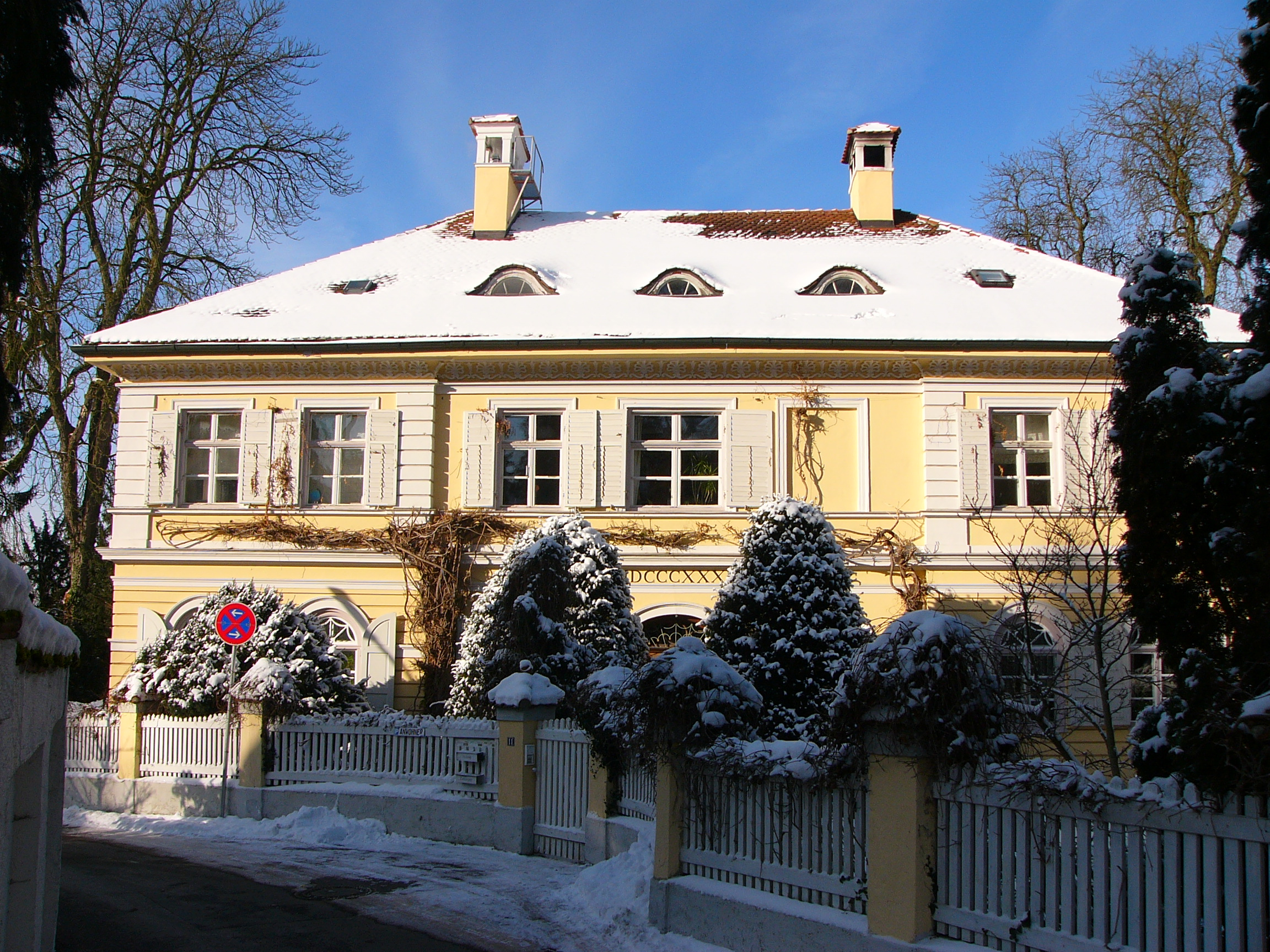
Das Dräxlmaierschlösschen in Landshut

Das Dräxlmaierschlösschen (auch Fahrmbacher-Villa) ist ein Bürgerpalais auf dem Annaberg im Stadtteil Berg in Landshut.
Die Anlage ist als Baudenkmal mit der Nummer D-2-61-000-579 vom Bayerischen Landesamt für Denkmalpflege erfasst und ist Teil der Baudenkmäler in Landshut-Berg.

## Geschichte
Im Jahr 1832 ließ sich der reiche Brauerei-Besitzer Johann Baptist Zöttl (1771–1839) das Schlösschen erbauen. Der ausführende Baumeister war Johann Baptist Bernlochner (1799–1869), der ab 1830 mehrere Bauwerke in Landshut errichtete.
Das Schlösschen war in der Folgezeit ein beliebter Ausflugsort für die höhere Gesellschaft von Landshut. Im Sommer 1849 besuchten König Maximilian II. von Bayern und seine Ehefrau Marie von Preußen auf einer Rundreise das Anwesen.
Der Name des Schlösschens stammt von der Familie Dräxlmaier, die Besitzer der Dräxlmaier-Brauerei war und in dem Gebäude wohnte. Die Brauerei wurde 1838 als „Dampfbrauerei Joh. Kastl“ gegründet und bestand bis 1865. Danach ging sie in die Brauerei Carl Wittmann über, die heute noch ihren Sitz in Landshut hat.
Das Anwesen wurde Anfang des 20. Jahrhunderts von der Familie Fahrmbacher erworben, die in Landshut über mehrere Generationen Fabrikanten und Kaufleute waren. Der Kommerzienrat Hermann Fahrmbacher (1870–1966) ließ das Gebäude zu einem Dreifamilienhaus umbauen und erstmals eine Wasserleitung, Strom und einen Kanalanschluss installieren. Nach der Fertigstellung zog Fahrmbacher mit seiner Familie im August 1914 ein. Seitdem wurde das Schlösschen von der Bevölkerung auch Fahrmbacher-Villa genannt.
Im Jahr 1949 wurde der angrenzende Dräxlmaierweg nach dem Schlösschen benannt.

## Beschreibung
Das Dräxlmaierschlösschen ist ein spätklassizistischer Walmdachbau mit zwei Stockwerken und einem Risalit in der Mitte der Fassade. Im ersten Stock befindet sich ein mit Malereien ausgestatteter Saal, an dem ein Balkon angebaut ist. Am Schlösschen ist ein rechteckiger Aussichtspavillon angebracht, der mit toskanischen Säulen umstellt war. Diese sind aber abgebaut und eingelagert. An der Rückseite der Villa stand eine kleine Meierei, die vom Aufseher des Anwesens und seiner Familie bewohnt wurde.
In den Berg ist ein ca. 27 Meter tiefer Bierkeller gegraben, aus dem Fässer mit Walzen hochgezogen werden konnten.
Im Schlosspark sind viele seltene Sträucher und Baumarten angepflanzt. Er ist sowohl als französischer Barockgarten als auch im englischen Gartenstil gehalten.